# Коффин, Леви
Леви Коффин (англ. Levi Coffin; 28 октября 1798, Гилфорд, Северная Каролина — 16 сентября 1877, Avondale, Огайо) — американский квакер, аболиционист, преуспевающий бизнесмен и гуманист. Он был лидером «Подземной железной дороги» в штатах Индиана и Огайо и получил неофициальный титул её президента. Через него прошло около трех тысяч беглых рабов. Его дом в Фаунтин-Сити (штат Индиана) часто называли «Центральным вокзалом Подземной железной дороги».
Леви Коффин родился в семье квакеров в Северной Каролине и вырос убеждённым противником рабства. В 1826 году он вместе со всей своей семьёй переехал в штат Индиана после открытого преследования квакеров со стороны рабовладельцев. В Индиане он стал преуспевающим торговцем и фермером, его бизнес процветал, а накопленный капитал позволил Коффину стать крупным инвестором Ричмондского отделения Второго Государственного банка штата Индиана, в котором в 1830-х годах он работал директором. Общественное положение Коффина и его финансовая независимость также позволяли ему поставлять еду, одежду для Подземной железной дороги и осуществлять перемещения людей.
В 1847 г. по настоянию друзей по антирабовладельческому движению Леви Коффин переехал в г. Цинциннати, штат Огайо, для управления магазином-складом, где продавались товары, произведённые исключительно с применением свободной рабочей силы. Несмотря на значительный прогресс в деле, предприятие оказалось убыточным, и в 1857 г. Коффин вышел из дела. С 1847 по 1857 гг. Коффин продолжал оказывать помощь беглым рабам, пряча их в своём доме в Огайо. После окончания гражданской войны в США и отмены рабства Коффин путешествовал по всему Среднему Западу, был за рубежом – во Франции и Великобритании – где сыграл важную роль в создании обществ помощи, которые помогали бывшим рабам с едой, одеждой и образованием. После окончания общественной деятельности Коффин написал автобиографию «Воспоминания Леви Коффина», которая была опубликована в 1876 г., за год до его смерти.

## Ранние годы и образование
Леви Коффин родился на ферме недалеко от Ньюгардена в округе Гилфорд, штат Северная Каролина 28 октября 1798 г. Он был одним из семи детей и единственным сыном Пруденс Коффин и Леви Коффина-старшего. Оба его родителя были набожными квакерами. Отец Коффина родился в штате Массачусетс и в 1760 г. перебрался из Нантакета в Северную Каролину, где был фермером и жил в общине квакеров.
В своей автобиографии «Воспоминания Леви Коффина» (1876 г.) автор писал, что унаследовал антирабовладельческие взгляды от своих родителей, бабушки и дедушки, которые никогда не владели рабами. Семья Коффинов находилась под сильным влиянием взглядов Джона Вулмана, который считал рабовладение несправедливостью. Родители Коффина, вероятно, познакомились с Вулманом в 1767 г. во время религиозных встреч, проводившихся в Ньюгардене совместно с другими не-рабовладельческими семьями квакеров. Также можно предположить, что его двоюродный брат, Вестал Коффин, присутствовал на этих встречах. Вестал был одним из самых первых квакеров, которые помогали рабам бежать из Северной Каролины ещё в 1819 г.
Леви Коффин вырос на семейной ферме в Северной Каролине. Он получил домашнее образование. Всё своё детство он наблюдал за положением рабов и сочувствовал им. По его собственным словам, Коффин стал аболиционистом в возрасте семи лет, когда спросил раба в цепях, почему тот закован. Человек ответил, что цепи должны помешать ему бежать и вернуться к своим жене и детям. Этот случай и заставил Коффина задуматься над положением любого родителя, который не может быть со своей семьей.
Уже в пятнадцать лет Леви вместе со своей семьёй помогал беглым рабам, укрывая их на ферме. Новый Закон о рабстве (Fugitive Slave Act of 1793) не позволял оказывать помощь тем, кто сумел бежать, однако семья Коффинов продолжала укрывать рабов, снабжать их едой и одеждой. Большую часть работы приходилось делать ночью. Работа аболиционистов стала почти невозможной после введения в силу «Чёрных законов» 1804 г. В начале 1820-х годов квакеры Северной Каролины подверглись гонениям за помощь беглым рабам. В 1821 г. Коффин и его двоюродный брат Вестал открыли воскресную школу, в которой предполагалось учить рабов читать Библию, однако под давлением рабовладельцев школу пришлось закрыть.
По мере ужесточения преследования тысячи квакеров покидали штат Северная Каролина. Они перебрались на Северо-Запад, где рабство было запрещено и земля была дешевле. (Большая квакерская община обосновалась на территории свободных штатов Огайо и Индиана, где рабство было запрещено.) В 1822 г. Коффин сопровождал Бенджамина Уайта в Индиану, там он прожил около года. Будучи убеждённым в том, что квакеры и рабовладельцы не могут сосуществовать вместе, Коффин решил перебраться в штат Индиана насовсем.

## Брак и семья

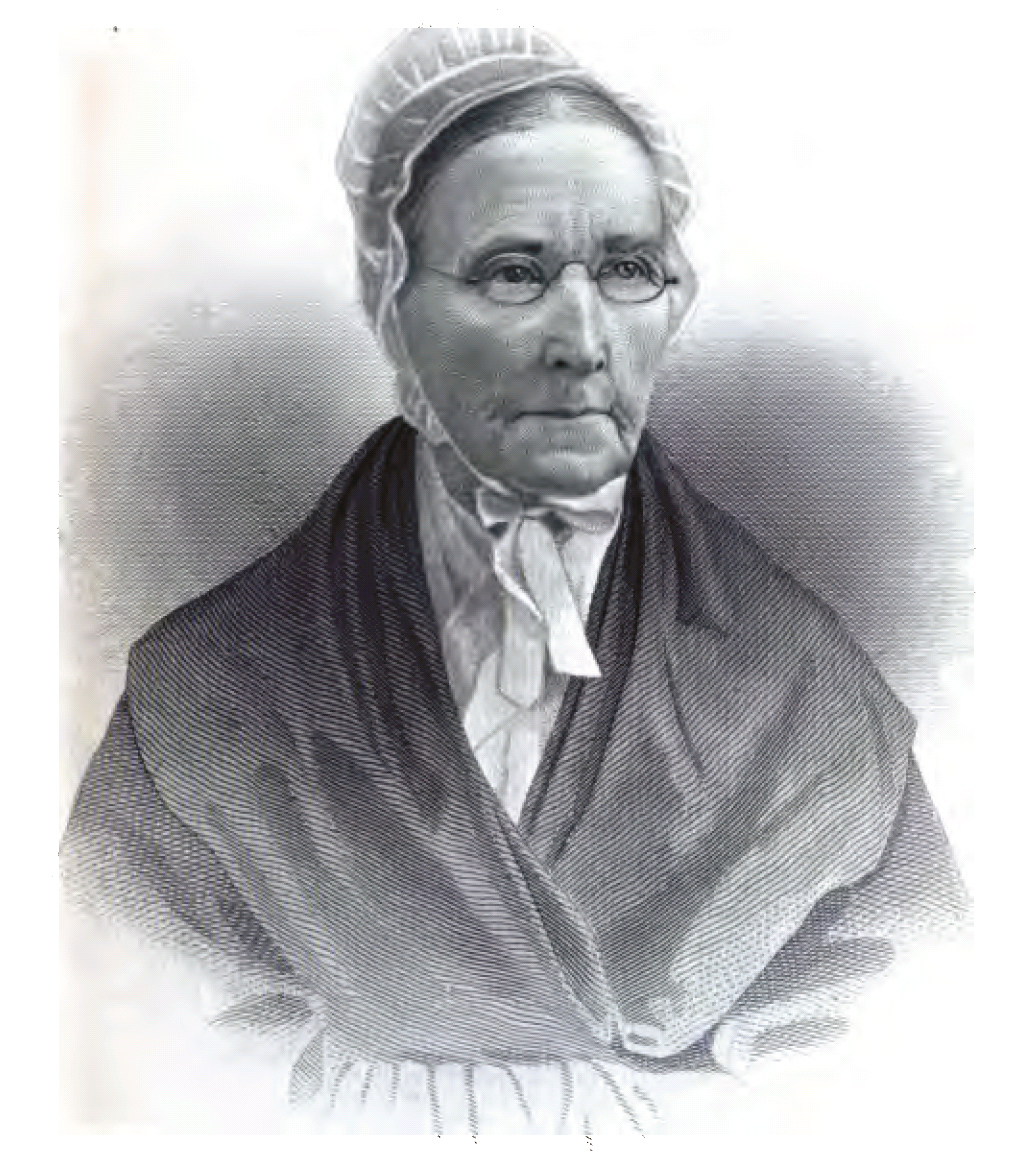
Катарина Уайт Коффин

28 октября 1824 г. Леви Коффин женился на своей давней знакомой Катарине Уайт, дочери Стэнтона и Мэри Уайт. Катарина родилась 10 сентября 1803 г. в округе Гилфорд, штат Северная Каролина. Церемония бракосочетания состоялась в Доме Друзей Хоупвела в Северной Каролине. Семья Катарины также была вовлечена в организацию помощи беглым рабам, скорее всего, так они и познакомились.
Супруги отложили свой переезд в Индиану, потому что Катарина ждала ребёнка. Джесси стал первым из шести детей, появившихся у Коффинов; он родился в 1825 г. После его рождения Коффины переехали в Индиану. В 1826 г. они поселились в г. Ньюпорте (ныне город Фонтейн Сити в округе Уэйн).
Как и муж, Катарина принимала активное участие в оказании помощи беглым рабам, обеспечивала их едой и одеждой, а также безопасным убежищем в своём доме. Леви так описал помощь своей жены: «Её сочувствие к тем, кто в беде, никогда не ослабевало, и её усилия в оказании помощи никогда не утихали».

## Карьера

### Индиана
После переезда в Индиану Леви Коффин приобрёл ферму, а через год открыл свой первый мануфактурный магазин в Ньюпорте. В последующие годы Коффин расширил свой бизнес, а в 1830-х гг. ему представилась возможность стать активным участником Подземной железной дороги. Такое образное название получила тайная организация помощи беглым рабам. Это было дорогостоящее и весьма рискованное предприятие.
Сам термин «Подземная железная дорога» вошёл в употребление только в 1830-х годах, однако сеть тайных маршрутов с остановками в безопасных домах, опутавшая территорию Соединённых Штатов в начале и середине XIX века, работала в Индиане с начала 1820-х гг. Дом Коффинов в Ньюпорте стал одним из убежищ подземной дороги, где рабы могли безбоязненно останавливаться. Вблизи Ньюпорта жила большая община свободных чернокожих, на территории которой беглые рабы могли скрываться перед тем, как продолжить свой путь на север. Однако остановки в общине были рискованными, потому что охотники за рабами хорошо знали такие места. Коффину удалось убедить людей из этой общины в своей готовности помогать беглецам и давать им приют в своём доме.
Первые беглые рабы остановились в доме Коффина зимой 1826—27 гг. Весть о деятельности Коффина быстро распространилась по всей округе. Хотя многие из соседей боялись участвовать в укрытии беглецов, некоторые из них тоже предложили свою помощь. Группа единомышленников составила маршрут для перемещения рабов от «станции» к «станции», пока они не достигнут Канады. Маршрут получил название «тайная дорога», и со временем число спасавшихся рабов увеличилось. Коффин подсчитал, что в среднем он укрывал сто рабов в год. Дом Коффинов стал точкой пересечения трёх основных путей эвакуации из Мэдисона и Нью-Олбани, штат Индиана, из Цинциннати, штат Огайо. Беглецы собирались в его доме, а затем переправлялись дальше на север с помощью «кондукторов»-провожатых. Для безопасности все перемещения были ночными. В Мэдисоне ключевым центром в 1830—40-х гг. служила парикмахерская Джорджа Дебаптиста.
Охотники за рабами часто угрожали Коффину. Многие из его друзей, опасавшиеся за его безопасность, пытались отговорить его от тайной деятельности, которая могла повредить его семье и бизнесу. Однако Коффин, который всегда следовал своим религиозным убеждениям, так объяснял своё желание и дальше прилагать все усилия по спасению рабов:
После того, как я спокойно выслушал этих доброжелателей, я сказал им, что не чувствую никакого вины в том, что когда-либо делал для беглых рабов. Если выполняя свой долг и стремясь выполнять предписания Библии, я могу повредить своему делу, значит, так тому и быть. А что касается моей безопасности, то моя жизнь всегда была в руках моего Божественного Учителя, и я чувствовал его одобрение. У меня не было никакого страха перед опасностью, я не чувствовал угрозы ни своей жизни, ни своему делу. Но я чувствовал, что если я верен своему долгу, и буду честным и трудолюбивым, то моя жизнь будет в безопасности, и что я делаю достаточно для того, чтобы поддержать свою семью.
Какой-то период времени соседи, выступавшие против его деятельности, бойкотировали его магазин, и для бизнеса Коффина настали тяжёлые времена. Однако местное население росло, а большинство вновь прибывших поддерживали движение против рабства. Бизнес снова стал процветать. Леви Коффин сделал значительные инвестиции во Второй Государственный банк Индианы, созданный в 1833 г., и стал директором отделения этого банка в г. Ричмонд, штат Индиана. В 1836 г. он расширил свой бизнес, включив в него производство льняного масла. Он также открыл лакокрасочный цех, построил скотобойню, что позволило ему приобрести ещё 250 акров (100 га) земли.
В 1838 Коффин построил в Ньюпорте новый кирпичный двухэтажный дом. Дом Коффинов стал пристанищем для множества беглецов и получил название «Центральный вокзал Подземной железной дороги». В доме было обустроено множество тайных комнат, сделанных для лучшего укрытия беглых рабов. Потайная дверь вела из девичьих комнат на втором этаже в узкое пространство между стенами, там могло поместиться до 14 человек. Эта потайная комната была использована, когда охотники за рабами однажды пришли в дом в поисках беглецов. Коффин потребовал предъявить ордер на обыск и документы на право рабовладения, прежде чем пустить охотников в свой дом. Пока документы готовили, рабы были спрятаны в безопасном месте.
В 1840-е годы было усилено давление на общины квакеров, которые помогали беглым рабам. В 1842 г. старейшины Общества Друзей, к которому принадлежал Коффин, посоветовали своим членам прекратить членство в аболиционистских обществах и прекратить оказывать помощь беглецам. Они настаивали на том, что правовая эмансипация – лучший способ воздействия на ситуацию. Несмотря на это, Коффин продолжал активно участвовать в деятельности Подземной железной дороги, и в следующем году Общество Друзей лишило его членства. Коффин и другие квакеры, которые поддерживали его деятельность, отделились от общины и сформировали отдельное собрание, состоявшее из квакеров, поддерживавших активную антирабовладельческую деятельность. Существование двух отдельных групп длилось до их объединения в 1851 г.
Несмотря на противостояние, семья Коффинов только окрепла в своём желании помогать беглым рабам. Жена Коффина, Катарина, которая также была вовлечена в работу, организовала швейное общество, которое собиралось в доме Коффинов, чтобы шить одежду для беглецов. Соседи, не решавшиеся давать приют в своих домах, помогали продуктами. Всё это позволяло Коффину обеспечивать стабильную помощь беглецам.
Имея торговый бизнес, Коффин заметил, что многие товары, заполнявшие прилавки его магазинов, произведены с использованием рабского труда. Поездка в Филадельфию и Нью-Йорк показала ему, что существуют организации, продающие товары свободного труда. Леви Коффин решил последовать их примеру и начал реорганизацию своего бизнеса.
Сторонники свободного труда на Востоке также мечтали создать подобную организацию в западных штатах. В 1840-х годах члены Салемской Ассоциации торговли свободной продукцией подошли к Коффину с вопросом, заинтересован ли он в управлении подобной организацией на Западе. Сначала он отказался, сославшись на нехватку средств, необходимых для финансирования предприятия, и на нежелание переезжать в другой город. В 1845 г. группа аболиционистских предпринимателей открыли оптовый магазин-склад в г. Цинциннати, и Ассоциация торговли свободной продукцией собрала 3000 долларов для помощи этому магазину. Предприниматели Цинциннати продолжали уговаривать Коффина стать директором нового бизнеса. По их словам, на Западе не было аболиционистов, способных квалифицированно управлять подобным предприятием. С неохотой он всё же согласился руководить работой оптового магазина в течение пяти лет, в течение которых мог бы обучить своего преемника, и в 1847 г. Леви и Катарина Коффины переехали в Огайо.

### Огайо
После выполнения обязательств Коффин предполагал вернуться обратно в Ньюпорт, штат Индиана, поэтому свой бизнес он сдал в аренду и договорился, что его дом по-прежнему будет остановкой Подземной железной дороги. В Цинциннати главной задачей Коффина было сотрудничество с восточными организациями в деле налаживания стабильных поставок товаров, полученных с использованием свободного труда. Проблема заключалась в том, что эти товары были весьма низкого качества. Коффину с трудом удавалось закупать такие товары как хлопок, сахар и специи, качество которых было значительно ниже, чем таких же товаров, произведенных руками рабов. Продать такие товары было почти невозможно, что мешало развитию бизнеса и создавало финансовые трудности.
Проблема получения качественной продукции свободного труда заставила Коффина совершить поездку на юг, чтобы найти плантации, которые не использовали рабский труд. Поездку можно было назвать успешной, – Коффин нашёл хлопковую плантацию в штате Миссисипи, где владелец освободил всех своих рабов и нанял их в качестве свободных рабочих. Предприятие испытывало финансовые затруднения, так как ему не хватало средств на закупку оборудования для автоматизации производства хлопка. Коффин помог владельцу приобрести хлопкоочистительную машину, что значительно повысило производительность плантации и обеспечило стабильное снабжение хлопком предприятий самого Коффина. Хлопок поставлялся в Цинциннати, где из него делали ткань и затем продавали её. Поездки в Теннесси и Вирджинию были менее успешными, хотя там Коффину удалось убедить плантаторов присоединиться к движению за свободный труд.
Несмотря на все усилия Коффина, ему так и не удалось наладить снабжение товарами свободного труда. Ситуация не позволяла Коффину вернуться в Ньюпорт без ущерба для предприятия в Цинциннати. Компания держалась на плаву в основном за счёт финансовой поддержки богатых благотворителей. После того, как Коффин понял, что не сможет дальше поддерживать предприятие, он его продал. Шел 1857 год.
К приезду Коффина в Цинциннати там уже было организовано широкое движение против рабства, которое подвергалось давлению со стороны рабовладельцев. Коффин купил новый дом на углу улицы Эльм и Шестой улицы и продолжил работу на Подземной железной дороге. Также он создал ещё один безопасный дом для рабов и помог местным жителям организовать разветвленную сеть маршрутов.
Сначала он был очень осторожен. Необходимо было найти единомышленников среди местных жителей, которым можно было доверять в деле помощи беглым рабам. Общество тоже приглядывалось к новому человеку. Сменив несколько адресов, Коффин с женой наконец поселились в доме на улице Вехрман. Дом был большой и мог вместить многочисленных гостей, которые приходили и уходили. Это было идеальное место для организации безопасной остановки для беглых рабов, не вызывавшее подозрений. Когда беглецы приходили в дом, их наряжали в форму дворецких, поваров и других работников, которую сшила Катарина. Некоторые мулаты играли роль белых гостей. Наиболее популярной маскировкой был наряд женщины-квакера: высокий воротник, длинные рукава, перчатки, фата и большая широкополая шляпа могли полностью скрыть своего владельца.
Классической историей о рабах, воспользовавшихся для побега Подземной железной дорогой, является роман Гарриет Бичер-Стоу «Хижина дяди Тома», который рассказывает историю Элизы Харрис, молодой рабыни, которая сбежала от хозяев и по льдинам пересекла реку Огайо. Когда Элиза добралась до безопасного места, она была истощена и чуть жива. Семья квакеров Симеон и Рейчел Холлидей накормили Элизу, дали ей одежду и обувь и помогли бежать в Канаду. Автор романа Гарриет Стоу, жила в то время в Цинциннати, и, конечно, была знакома с Коффинами, которые, возможно, и были прототипами семьи Холлидей.
Роль Коффина стала меняться по мере приближения времени гражданской войны в США. В 1854 г. он совершил поездку в Канаду, чтобы посетить сообщество беглых рабов и предложить помощь. Он также помог чернокожим найти приют в Цинциннати. Когда в 1861 г. началась война, Коффин и его товарищи начали подготовку службы помощи раненым. Как квакер, он был пацифистом, а значит, выступал против войны, но поддерживал Союз. Коффин и его жена каждый день проводили в военном госпитале Цинциннати, помогали ухаживать за ранеными. Коффины готовили большое количество кофе и раздавали его солдатам, многих из них определили на постой в своем доме.
В 1863 г. Коффин стал агентом Западного общества помощи вольноотпущенным, предлагавшего помощь рабам, которые были освобождены во время войны. Когда Союзные войска двинулись на Юг, группа Коффина координировала помощь рабам, бежавшим на территорию Союза. Она приступила к сбору еду и других товаров для раздачи бывшим рабам, которые теперь находились в тылу войск Союза. Коффин также ходатайствовал перед правительством США о создании Бюро вольноотпущенных, чтобы помочь освобожденным рабам. После войны он стал участвовать в оказании помощи освобожденным рабам, помогал им найти работу, получить образование. В 1864 г., как лидер Общества помощи вольноотпущенным, он искал помощи в Великобритании, где его усилия привели к формированию английского Общества помощи вольноотпущенным.

## Поздние годы жизни
После войны за один год Леви Коффин собрал более 100 000 долларов для Западного общества помощи вольноотпущенным, чтобы обеспечить едой, одеждой, деньгами и другими видами помощи освобожденное бывшее рабское население Соединённых Штатов. В 1867 г. он был делегатом Международного общества борьбы с рабством на конференции в Париже.
Коффин не любил быть на виду и считал свою работу вымогательством, он считал унизительным просить деньги. Он писал в своей автобиографии, что с радостью отказался бы от должности, если бы на его место выбрали нового лидера. Коффин был уверен, что нужно безвозмездно давать деньги всем чернокожим, некоторые из которых, по его мнению, не могли обеспечить себя сами, не имея образования и земли. Он также полагал, что Общество должно предоставлять свою помощь прежде всего тем, кто сможет воспользоваться ей наилучшим образом. Общество продолжало действовать до 1870 г. В этом году мужчины-афроамериканцы получили право голоса в соответствии с пятнадцатой поправкой к Конституции США.
В последние годы жизни Коффин отошёл от общественных дел. Он провел последний год своей жизни в работе над автобиографией, в которой рассказал о своем опыте и деятельности Подземной железной дороги. В автобиографии Коффин писал: «Я покидаю свой пост и объявляю работу Подземной железной дороги завершенной». Историки называют «Воспоминания Леви Коффина», опубликованные в 1876 г., одним из лучших свидетельств о Подземной железной дороге.

## Смерть. Наследие
Леви Коффин умер 16 сентября 1877 г. в своем доме в Авондале, штат Огайо. Его похороны проходили в Доме собраний Друзей Цинциннати. Газета «Цинциннати Дейли» писала, что толпа была слишком велика, чтобы уместиться в закрытом помещении; сотни желающих проститься должны были оставаться снаружи. Четверо из восьми человек, которые несли гроб Коффина, были свободными афроамериканцами, которые работали с ним на Подземной железной дороге. Леви Коффин был погребен на кладбище Спринг-Гроув города Цинциннати в могиле без памятной надписи. Жена Коффина, Катарина, которая умерла четыре года спустя, 22 мая 1881 г., похоронена на том же кладбище.
Известный своим бесстрашием в оказании помощи беглым рабам, Коффин служил образцом для подражания, тем самым поощрял своих соседей внести вклад в дело освобождения рабов, потому что многие опасались предоставлять свои дома в качестве убежища. Первым, кто назвал Коффина президентом Подземной железной дороги, был один из охотников на рабов: «Здесь проходит подземная железная дорога, и Леви – ее президент». Этот неофициальный титул стал широко известен среди аболиционистов и бывших рабов.
Историки подсчитали, что Коффины помогли примерно 2000 бежавших рабов, пока жили в штате Индиана, и более 1300 после переезда в Цинциннати. (Коффин не вел учёт, но по оценкам современников число спасенных им рабов с легкостью составит три тысячи.) В ответ на вопрос о своих мотивах Коффин однажды ответил: «Библия учит нас кормить голодных и одевать нагих, но в ней ничего не говорится о цвете их кожи, а я должен стараться следовать тому, что написано в этой хорошей книге». Он также сказал: «Я думал, что правильное всегда безопасно».

## Почести
11 июля 1902 г. афроамериканцы поставили памятник высотой 6 футов на безымянной могиле Коффина в Цинциннати.
В 1966 г. дом Леви Коффина в Фаунтин-Сити, штат Индиана, был назван национальным историческим памятником и включен в Национальный реестр исторических мест. В 1967 г. правительство Индианы приобрело дом Коффина и восстановило его в первоначальном виде. В 1970 г. дом, как историческое место, открыт для посещений.